# Dennis Borkowski
Dennis Borkowski (Riesa, 2 de marzo de 2001) es un futbolista alemán que juega en la posición de delantero para el MSV Duisburgo de la 3. Liga de Alemania.

## Biografía
Tras empezar a formarse como futbolista en el BSG Stahl Riesa, finalmente en 2014 con once años se marchó a la disciplina del R. B. Leipzig. Jugó en las filas inferiores de club durante seis años más, hasta que finalmente el 27 de junio de 2020 debutó con el primer equipo en la jornada 34 de la Bundesliga contra el F. C. Augsburgo, partido en el que sustituyó a Timo Werner en el minuto 83 y que finalizó con un resultado de 1-2. Jugó tres encuentros más en el inicio de la siguiente temporada y en enero de 2021 fue cedido al 1. F. C. Núremberg hasta junio de 2022. Ese mismo mes se anunció que la temporada 2022-23 la jugaría en el Dinamo Dresde. Allí estuvo una segunda campaña y en junio de 2024 abandonó definitivamente Leipzig tras fichar por el F. C. Ingolstadt 04. En este equipo permaneció un único año y en junio de 2025 se unió al MSV Duisburgo.

## Clubes
| Club                           | País     | Año       | Partidos | Goles |
| ------------------------------ | -------- | --------- | -------- | ----- |
| R. B. Leipzig                  | Alemania | 2020-2021 | 4        | 0     |
| 1. F. C. Núremberg (cedido)    | Alemania | 2021-2022 | 24       | 3     |
| 1. F. C. Núremberg II (cedido) | Alemania | 2021-2022 | 4        | 0     |
| Dinamo Dresde (cedido)         | Alemania | 2022-2024 | 60       | 10    |
| F. C. Ingolstadt 04            | Alemania | 2024-2025 | 28       | 1     |
| MSV Duisburgo                  | Alemania | 2025-     | 1        | 0     |